# Seznam največjih košarkarskih dvoran po kapaciteti
Seznam največjih košarkarskih dvoran po kapaciteti
| Uvrstitev | Ime                                  | Kapaciteta gledalcev | Ekipa                                                                        | Lokacija                      | Država      |
| --------- | ------------------------------------ | -------------------- | ---------------------------------------------------------------------------- | ----------------------------- | ----------- |
| 1         | Philippine Arena                     | 55 000               |                                                                              | Bulacan                       | Filipini    |
| 2         | Carrier Dome                         | 35 446               |                                                                              | Syracuse, New York            | ZDA         |
| 3         | Kombank Arena                        | 25 000               | КК Crvena zvezda                                                             | Beograd                       | Srbija      |
| 4         | The Palace of Auburn Hills           | 24 276               | Detroit Pistons                                                              | Auburn Hills, Michigan        | ZDA         |
| 5         | Rupp Arena                           | 23 500               | Kentucky Wildcats men's basketball                                           | Lexington, Kentucky           | ZDA         |
| 6         | United Center                        | 23 500               | Chicago Bulls                                                                | Chicago                       | ZDA         |
| 7         | Greensboro Coliseum                  | 23 500               | UNCG Spartans                                                                | Greensboro, North Carolina    | ZDA         |
| 8         | KFC Yum! Center                      | 22 090               |                                                                              | Louisville, Kentucky          | ZDA         |
| 9         | Araneta Coliseum                     | 22 000               |                                                                              | Quezon City                   | Filipini    |
| 10        | Dean Smith Center                    | 21 750               | North Carolina Tar Heels                                                     | Chapel Hill, North Carolina   | ZDA         |
| 11        | Thompson-Boling Arena                | 21 678               |                                                                              | Knoxville, Tennessee          | ZDA         |
| 12        | Marriott Center                      | 20 900               | BYU Cougars                                                                  | Provo, Utah                   | ZDA         |
| 13        | Quicken Loans Arena                  | 20 562               | Cleveland Cavaliers                                                          | Cleveland, Ohio               | ZDA         |
| 14        | Wells Fargo Center                   | 20 328               | Philadelphia 76ers                                                           | Philadelphia                  | ZDA         |
| 15        | Verizon Center                       | 20 278               | Washington Mystics, Washington Wizards, Georgetown Hoyas men's basketball    | Washington, D.C.              | ZDA         |
| 16        | Mall of Asia Arena                   | 20 000               |                                                                              | Bay City                      | Filipini    |
| 17        | Moda Center                          | 19 980               | Portland Trail Blazers                                                       | Portland, Oregon              | ZDA         |
| 18        | EnergySolutions Arena                | 19 911               | Utah Jazz                                                                    | Salt Lake City                | ZDA         |
| 19        | Air Canada Centre                    | 19 800               | Toronto Raptors                                                              | Toronto                       | Kanada      |
| 20        | Madison Square Garden                | 19 763               | New York Knicks, New York Liberty                                            | New York City                 | ZDA         |
| 21        | PNC Arena                            | 19 722               | NC State Wolfpack men's basketball                                           | Raleigh, North Carolina       | ZDA         |
| 22        | American Airlines Arena              | 19 600               | Miami Heat                                                                   | Miami                         | ZDA         |
| 23        | Oracle Arena                         | 19 596               | Golden State Warriors                                                        | Oakland, Kalifornija          | ZDA         |
| 24        | Bud Walton Arena                     | 19 368               | Arkansas Razorbacks men's basketball, Arkansas Lady Razorbacks basketball    | Fayetteville, Arkansas        | ZDA         |
| 25        | Target Center                        | 19 356               | Minnesota Timberwolves, Minnesota Lynx                                       | Minneapolis                   | ZDA         |
| 26        | American Airlines Center             | 19 200               | Dallas Mavericks                                                             | Dallas                        | ZDA         |
| 27        | Pepsi Center                         | 19 155               | Denver Nuggets                                                               | Denver                        | ZDA         |
| 28        | Time Warner Cable Arena              | 19 077               | Charlotte Bobcats                                                            | Charlotte, North Carolina     | ZDA         |
| 29        | Staples Center                       | 18 997               | Los Angeles Clippers, Los Angeles Lakers, Los Angeles Sparks                 | Los Angeles                   | ZDA         |
| 30        | Amway Center                         | 18 846               | Orlando Magic                                                                | Orlando, Florida              | ZDA         |
| 31        | Value City Arena                     | 18 809               | Ohio State Buckeyes men's basketball, Ohio State Buckeyes women's basketball | Columbus, Ohio                | ZDA         |
| 32        | Olympic Indoor Hall                  | 18 800               | Panathinaikos BC                                                             | Atene                         | Grčija      |
| 33        | Thomas & Mack Center                 | 18 776               | UNLV Runnin' Rebels basketball                                               | Paradise, Nevada              | ZDA         |
| 34        | Philips Arena                        | 18 729               | Atlanta Hawks, Atlanta Dream                                                 | Atlanta, Georgia              | ZDA         |
| 35        | BMO Harris Bradley Center            | 18 717               | Milwaukee Bucks, Marquette Golden Eagles men's basketball                    | Milwaukee                     | ZDA         |
| 36        | Prudential Center                    | 18 711               | New Jersey Nets, Seton Hall Pirates men's basketball, NJIT Highlanders       | Newark, New Jersey            | ZDA         |
| 37        | TD Garden                            | 18 624               | Boston Celtics                                                               | Boston                        | ZDA         |
| 38        | AT&T Center                          | 18 581               | San Antonio Spurs, San Antonio Stars                                         | San Antonio                   | ZDA         |
| 39        | US Airways Center                    | 18 422               | Phoenix Suns, Phoenix Mercury                                                | Phoenix, Arizona              | ZDA         |
| 40        | Chesapeake Energy Arena              | 18 203               | Oklahoma City Thunder                                                        | Oklahoma City                 | ZDA         |
| 41        | Bankers Life Fieldhouse              | 18 165               | Indiana Pacers, Indiana Fever                                                | Indianapolis                  | ZDA         |
| 42        | FedExForum                           | 18 119               | Memphis Grizzlies, Memphis Tigers men's basketball                           | Memphis, Tennessee            | ZDA         |
| 43        | Toyota Center                        | 18 043               | Houston Rockets                                                              | Houston                       | ZDA         |
| 44        | Shanghai Arena                       | 18 000               | Shanghai Sharks                                                              | Šanghaj                       | Kitajska    |
| 45        | José Miguel Agrelot Coliseum         | 18 000               | some Santurce Crabbers games                                                 | San Juan, Puerto Rico         | Puerto Rico |
| 46        | Colonial Life Arena                  | 18 000               | South Carolina Gamecocks, South Carolina Gamecocks women's basketball        | Columbia, South Carolina      | ZDA         |
| 47        | Comcast Center                       | 17 950               | Maryland Terrapins, Maryland Terrapins women's basketball                    | College Park, Maryland        | ZDA         |
| 48        | BOK Center                           | 17 839               | Tulsa Shock                                                                  | Tulsa                         | ZDA         |
| 49        | Barclays Center                      | 17 732               | Brooklyn Nets                                                                | Brooklyn                      | ZDA         |
| 50        | CenturyLink Center Omaha             | 17 560               | Creighton Bluejays                                                           | Omaha, Nebraska               | ZDA         |
| 51        | Žalgiris Arena                       | 17 500               | BC Žalgiris                                                                  | Kaunas                        | Litva       |
| 52        | Allstate Arena                       | 17 500               | DePaul Blue Demons, Chicago Sky                                              | Rosemont, Illinois            | ZDA         |
| 53        | Times Union Center                   | 17 500               |                                                                              | Albany, New York              | ZDA         |
| 54        | Assembly Hall                        | 17 472               | [[Indiana Hoosiers                                                           | Bloomington, Indiana          | ZDA         |
| 55        | Power Balance Pavilion               | 17 317               | Sacramento Kings                                                             | Sacramento                    | ZDA         |
| 56        | New Orleans Arena                    | 17 188               | New Orleans Pelicans                                                         | New Orleans                   | ZDA         |
| 57        | Kohl Center                          | 17 142               | Wisconsin Badgers                                                            | Madison, Wisconsin            | ZDA         |
| 58        | KeyArena                             | 17 072               | Seattle Storm, Seattle Redhawks                                              | Seattle                       | ZDA         |
| 59        | US Bank Arena                        | 17 000               |                                                                              | Cincinnati                    | ZDA         |
| 60        | Frank Erwin Center                   | 16 755               | Texas Longhorns                                                              | Austin, Texas                 | ZDA         |
| 61        | Assembly Hall                        | 16 618               | Illinois Fighting Illini                                                     | Champaign, Illinois           | ZDA         |
| 62        | Arena Zagreb                         | 16 500               | KK Cibona                                                                    | Zagreb                        | Hrvaška     |
| 63        | Allen Fieldhouse                     | 16 300               | Kansas Jayhawks                                                              | Lawrence, Kansas              | ZDA         |
| 64        | XL Center                            | 16 294               | some Connecticut Huskies                                                     | Hartford, Connecticut         | ZDA         |
| 65        | Wells Fargo Arena                    | 16 110               | Iowa Energy                                                                  | Des Moines, Iowa              | ZDA         |
| 66        | O2 World                             | 16 000               | ALBA Berlin                                                                  | Berlin                        | Nemčija     |
| 67        | Sinan Erdem Dome                     | 16 000               |                                                                              | Istanbul                      | Turčija     |
| 68        | Save Mart Center at Fresno State     | 15 544               | Fresno State Bulldogs                                                        | Fresno                        | ZDA         |
| 69        | Fernando Buesa Arena                 | 15 504               | Caja Laboral                                                                 | Vitoria-Gasteiz               | Španija     |
| 70        | Carver-Hawkeye Arena                 | 15 500               | Iowa Hawkeyes                                                                | Iowa City                     | ZDA         |
| 71        | The Pit                              | 15 411               | New Mexico Lobos                                                             | Albuquerque, New Mexico       | ZDA         |
| 72        | Coleman Coliseum                     | 15 316               | Alabama Crimson Tide                                                         | Tuscaloosa, Alabama           | ZDA         |
| 73        | Bryce Jordan Center                  | 15 261               | Penn State Nittany Lions, Penn State Lady Lions                              | University Park, Pennsylvania | ZDA         |
| 74        | Mizzou Arena                         | 15 061               | Missouri Tigers                                                              | Columbia, Misuri              | ZDA         |
| 75        | Arena-Auditorium                     | 15 028               | Wyoming Cowboys                                                              | Laramie, Wyoming              | ZDA         |
| 76        | United Spirit Arena                  | 15 020               | Texas Tech Red Raiders, Texas Tech Lady Raiders                              | Lubbock, Texas                | ZDA         |
| 77        | Zamboanga City Coliseum              | 15 000               |                                                                              | Zamboanga City                | Filipini    |
| 78        | Helliniko Olympic Arena              | 15 000               | AEK Athens B.C., Olympiacos B.C., in Panellinios B.C.                        | Atene                         | Grčija      |
| 79        | HSBC Arena                           | 15 000               | Flamengo                                                                     | Rio de Janeiro                | Brazilija   |
| 80        | Jacksonville Veterans Memorial Arena | 15 000               | Jacksonville Dolphins, Jacksonville Giants                                   | Jacksonville, Florida         | ZDA         |